# Нониус
Нониус (на латински: Nonius; Nonieskala; Vernier-Skala) е спомагателна разграфена скала на измервателен инструмент, която позволява измервания (на линейна дължина или ъгъл) с точност, по-голяма от тази, използваща прякото разчитане на една-единствена равномерно разграфена скала.
Нониусите са обичайна част от секстантите, някои научни инструменти, земемерските теодолити и измервателните инструменти, използвани в машиностроенето (шублери, микрометри и други).

## История
Нониусът е изобретен в съвременната си форма през 1631 г. от френския математик Пиер Верние, поради което се нарича „скала на Верние“ в някои езици. Нониус (Nonius) е латинското име на португалския астроном и математик Педро Нунес (1502 – 1578), който през 1542 г. изобретява сходна, но различна система за отчитане на точни измервания с астролабия, която система е предшественик на нониуса.

## Устройство и видове
Нониусът представлява спомагателна скала, по-къса от основната и с деления, различни по големина от основната скала. В долните дефиниции N е броят деления, който създателят на инструмента желае да раздели с по-голяма прецизност.
Прав нониусТова е най-обичайният вид нониус. При него спомагателната скала е направена така, че когато нейната нулева точка е подравнена с нулевата точка на основната скала, нейните деления са на малко по-малко разстояние едно от друго от тези на основната скала и само последното деление на нониуса съвпада с деление на основната скала. N деления на нониуса биха покрили N-1 деления на основната скала.
Обратен нониусОбратният нониус се среща по-рядко и е подобен на правия нониус, но неговите деления са на малко по-голямо разстояние едно от друго от тези на основната скала. N деление на спомагателната скала биха покрили N+1 деления на основаната скала. Деленията на обратния нониус също така са нанесени в обратна посока на тези на основната скала и нулевото му деление е последното.
Съществуват и нониуси, при които делението на спомагателната скала е малко по-малко или малко по-голямо от две деления на основната скала (N деления на спомагателната скала са равни на 2N-1 или 2N+1 деления на основната скала). Такива нониуси се наричат разредени и също могат да бъдат прави или обратни.
Прав нониус се използва, когато измерванията обикновено са в началото на основната скала, а обратен – когато са в края. И правият, и обратният нониус се разчитат по един и същ начин.

## Употреба
При измерването на дължина с нониус, нулевата точка на спомагателната скала е същинската точка на измерване, но вероятно се пада между две деления на основната скала. Отчитането, което отговаря на най-добре подравнената двойка деления на основната и спомагателната скала, дава по-точната дробна стойност, допълваща основното измерване.

## Примери
На инструменти, използващи десетични единици, спомагателната скала би имала 10 деления, покриващи същото разстояние като 9 деления на основната скала.
Инструмент за измерване на ъгъл с основна скала, разграфена на деления от по половин градус (30 минути), би имал спомагателна скала, разграфена на 30 деления, съответстваща по размер на 29 деления от половин градус от основната скала и позволяваща точност от една минута.

## Принцип на действие
Нониусът е направен така, че деленията му да са равни на една и съща дробна част от деленията на основната скала. Така например, за устройство, използващо десетични деления, разстоянието между две деления на прав нониус би било равно на девет десети от разстоянието между две деления на скалата. Ако двете скали бъдат сложени една до друга с подравнени нулеви точки, първото деление на нониуса би било по-късо с една десета от първото деление на скалата, второто би било с две десети и така нататък, до деветото деление, което би имало девет десети разлика от съответното деление на основната скала. При следващото, десето деление на нониуса разликата между двете скали би нараснала с десет десети, тоест с едно цяло деление на основната скала, и десетото деление на нониуса би съответствало на деветото деление на скалата.
Тогава, ако нониусът бъде преместен с малко разстояние напред, например, с една десета от единицата на основната скала, единствените деления, които биха се подравнили, ще бъдат първата двойка, тъй като само тяхната разлика в началото е била една десета. Ако нониусът бъде преместен с две десети напред от нулевото положение, тогава само и единствено втората двойка деления ще бъдат подравнени, тъй като само тяхната разлика в началото е била две десети. Аналогично се получава и при всяко следващо преместване. Така кое деление на нониуса съвпада с деление от основната скала показва на колко десети от нейното начало е бил преместен нониуса.
Ако вместо с началото на основната скала нулевата точка на нониуса е била подравнена с произволно деление M на основаната скала, ситуацията не би се променила – кое деление на нониуса съвпада с деление на основата скала би показвало колко десети е разстоянието между нулевата точка на нониуса и делението М от основната скала.